# Нишки споразум (2002)
Нишки споразум или Нишки договор, званично Нацрт споразума о васпостављању црквеног јединства,  нацрт је споразума о конституисању аутономне Православне охридске архиепископије и превазилажење раскола између канонске Српске православне цркве и неканонске Македонске православне цркве.

## Договор
Дугогодишњи договори између представника цркава резултовао је да се у Нишу 17. маја 2002. године постигне договор за превазилажење раскола. Постигнути договор је подразумевао да се призна најшира црквена аутономија епархијама у Републици Македонији, а да заузврат Охридска архиепископија задржи симбол и избор поглавара Православне цркве у Републици Македонији који потврђује патријарх српски. Према споразуму, епархије у Републици Македонији би могле у службеном општењу да користе досадашњи назив.
Предлог договора је прихватило пет од седам македонских епископа, али 28. маја кренула је кампања конференцијом за новинаре чланова Македонске православне цркве да је у Нишу потписан само радни документ и да нема обавезујући карактер.
Српска православна црква наставила је да се понаша у духу Нишког договора. Једини који је накнадно прихватио и потписао Нишки договор био је митрополит велешки и повардарски Јован (Вранишковски). Затим, Свети архијерејски сабор Српске православне цркве, на свом редовном мајском заседању 2003, донео је одлуку о конституисању Светог архијерејског синода аутономне Охридске архиепископије. Том приликом изабрана су и двојица нових епископа Охридске архиепископије: Јоаким и Марко. Истовремено, митрополита полошко-кумановског Кирила, који је предњачио у заговарању раскола, Сабор је „ставио под забрану свештенодејства, суспендујући га од управљања епархијом и покрећући против њега црквено-судски поступак”.